# Radiogalaktyka
Radiogalaktyka – galaktyka, która emituje bardzo silne fale radiowe. Radiogalaktyki to rodzaj aktywnych galaktyk o rozległej strukturze radiowej i dobrze widocznej strukturze gwiazdowej części galaktyki. Obraz radiowy radiogalaktyki tworzą obłoki radiowe stanowiące zazwyczaj najsilniejsze źródło fal, czasami widoczne jest także zwarte źródło centralne oraz dżety – wąskie struktury łączące jądro galaktyki z obłokami radiowymi. Obłoki radiowe nie pokrywają się z obserwowaną w świetle widzialnym strukturą galaktyki, i mogą być od niej wielokrotnie większe. Obserwowana emisja radiowa to świecenie energetycznych elektronów poruszających się w silnym polu magnetycznym radioobłoków (promieniowanie synchrotronowe). Do najbardziej znanych radiogalaktyk należą między innymi:
- Centaurus A w gwiazdozbiorze Centaura
- Cygnus A w gwiazdozbiorze Łabędzia

## Rodzaje radiogalaktyk
Klasyfikacja radiogalaktyk jest dość złożona, ponieważ częściowo opiera się na badaniach morfologii obrazu radiowego galaktyki, a częściowo na badaniach widma promieniowania radiowego.
Z punktu widzenia morfologii radiogalaktyki o dużej strukturze radiowej dzielone są na radiogalaktyki typu FRI i FRII, od nazwisk autorów tej użytecznej klasyfikacji: Bernarda Fanaroffa i Julii Riley. W obiektach typu I większość emisji radiowej pochodzi z obszarów centralnych, natomiast w obiektach typu II – z gorących plam w zewnętrznych częściach radioobłoków. Zaobserwowano, że obiekty typu FR I mają systematycznie mniejsze jasności niż obiekty typu FR II.
Przykładem galaktyki FR I jest NGC 1275, zaś przykładami obiektów typu FR II są wymienione wyżej Cygnus A i Centaurus A.
Radioźródła o mniej rozległej, ale symetrycznej strukturze to CSO (ang. Compact Symmetric Objects), MSO (ang. Medium Symmetric Objects) i LSO (Large Symmetric Objects). Nieliczne źródła wykazują podwójną strukturę radiową (mają po dwa radioobłoki z każdej strony jądra – bliżej radioobłok wewnętrzny, dalej radioobłok zewnętrzny). Są też radioźródła o silnie asymetrycznej strukturze.

## Mechanizm powstawania radioobłoków
Powstawanie radioobłoków wiąże się z aktywnością jądra galaktyki. Akrecja materii na centralną czarną dziurę jest źródłem energii całego procesu. Część energii grawitacyjnej opadającej materii zostaje oddana niewielkiej części plazmy, która formuje relatywistycznie poruszający się dżet i wypływa z obszarów centralnych. Dokładny mechanizm tworzenia się dżetu nie jest znany, ale zapewne ma związek z polem magnetycznym dysku akrecyjnego i/lub rotacją centralnej czarnej dziury. Wypływający dżet przebija się przez ośrodek międzygwiazdowy galaktyki zaburzając go. Czoło dżetu tworzy falę uderzeniową – gorącą plamę obserwowaną w licznych radioobłokach, natomiast zaburzona materia i materia dżetu częściowo rozpływa się tworząc pozostałą część radioobłoku. Czoło dżetu porusza się typowo z prędkością ok. 10 do 30 procent prędkości światła w próżni. Utworzenie rozległej struktury wymaga zatem znacznego czasu i jest doskonałą miarą wieku radioźródła.
Wydajność transportu energii przez dżet w ośrodku galaktycznym znajduje odzwierciedlenie w morfologii źródła. Przypuszczalnie, w obiektach typu FR II dżety zachowują swoje relatywistyczne prędkości aż do końca, gdzie zderzają się z gorącą plamą. Dżety w obiektach typu FR I wyhamowują znacznie bliżej centrum, w obszarze najsilniejszej emisji radiowej.